# Hôtel de ville de Smichov
L’hôtel de ville de Smichov est un bâtiment néo-Renaissance situé dans le quartier de Prague 5 - Smichov. Le bâtiment est inscrit à la liste des monuments culturels immobiliers depuis 1976,. 

## Histoire
Smichov était une ville indépendante jusqu'en 1922. La première élection du conseil municipal eut lieu le 10 octobre 1848. Le premier maire (purkmistr) fut élu un an plus tard. Parmi les personnalités importantes, citons par exemple le propriétaire de l'usine František Ringhoffer (1862) . Sur l'emplacement de l'ancien hôtel de ville, un bâtiment d'un étage fut construit sur l'ancienne rue Kinský en 1853 pour accueillir l'administration municipale. L'espace pour la mairie n'était pas suffisant. En 1858, la maison entière fut achetée au constructeur et au burgrave Josef Barth pour le prix de 17 000 pièces d'or . En 1874, le bâtiment fut reconstruit, augmenté d'un deuxième étage et une tour de l'horloge fut ajoutée. Dans les nouveaux locaux se trouvaient également des écuries pour 3 paires de chevaux et une brigade de pompiers avec du matériel. En 1876, le pavé de la rue entière était pavé de mosaïque et, dès 1874, un chemin de fer à double voie tiré par un cheval appelé tramway, avec arrêt devant l'hôtel de ville, fut introduit ici 

## Extérieur
La conception de la façade du bâtiment et des locaux représentatifs a été commandée par l'architecte Josef Schulz. Au centre de la façade, au-dessus du toit, une tour avec un dôme, dans laquelle est placée une horloge circulaire, conçue par V. Krečmer. La tour, les sculptures, statues et sculptures ont été créées par le sculpteur Antonín Popp.

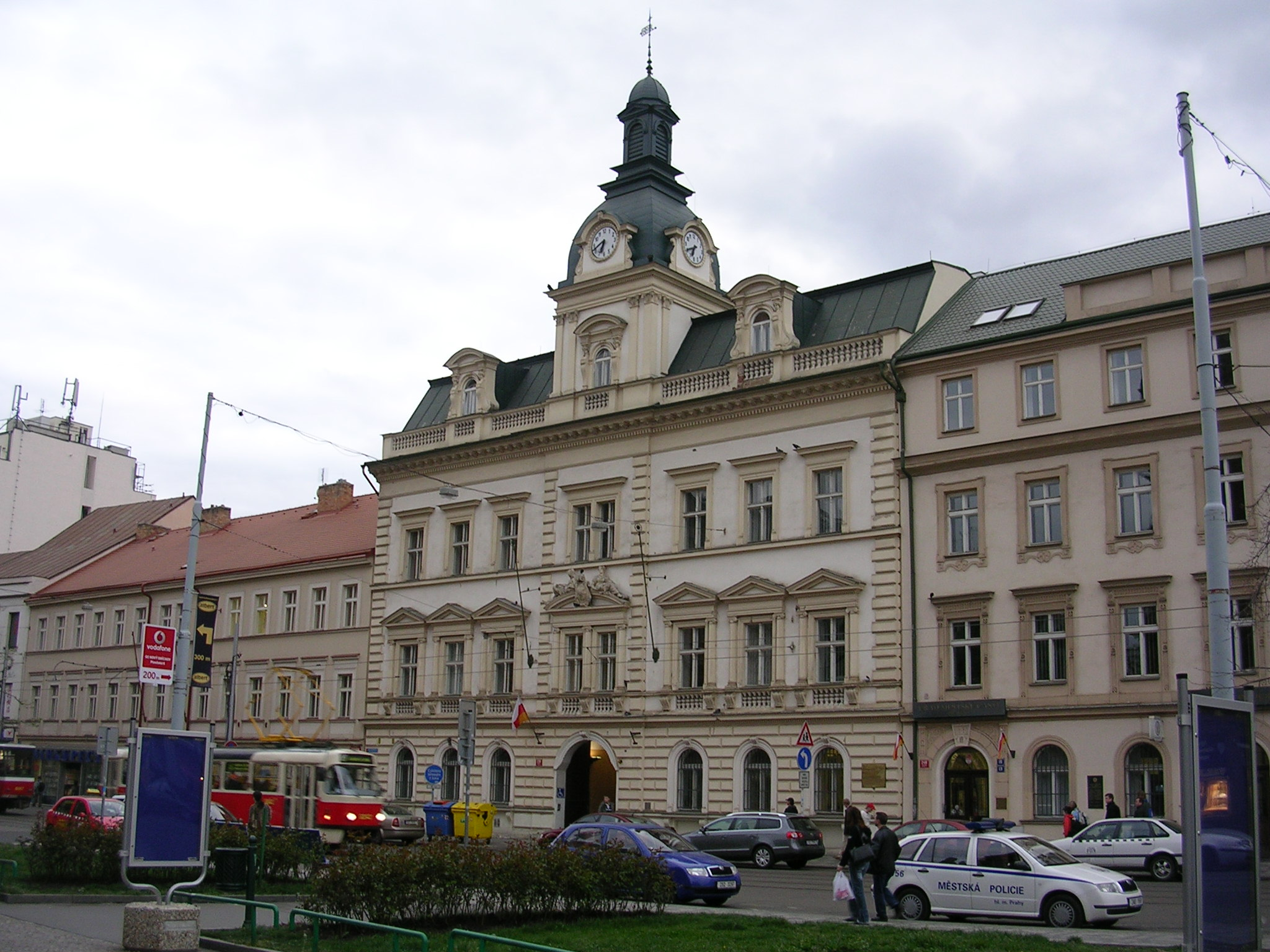
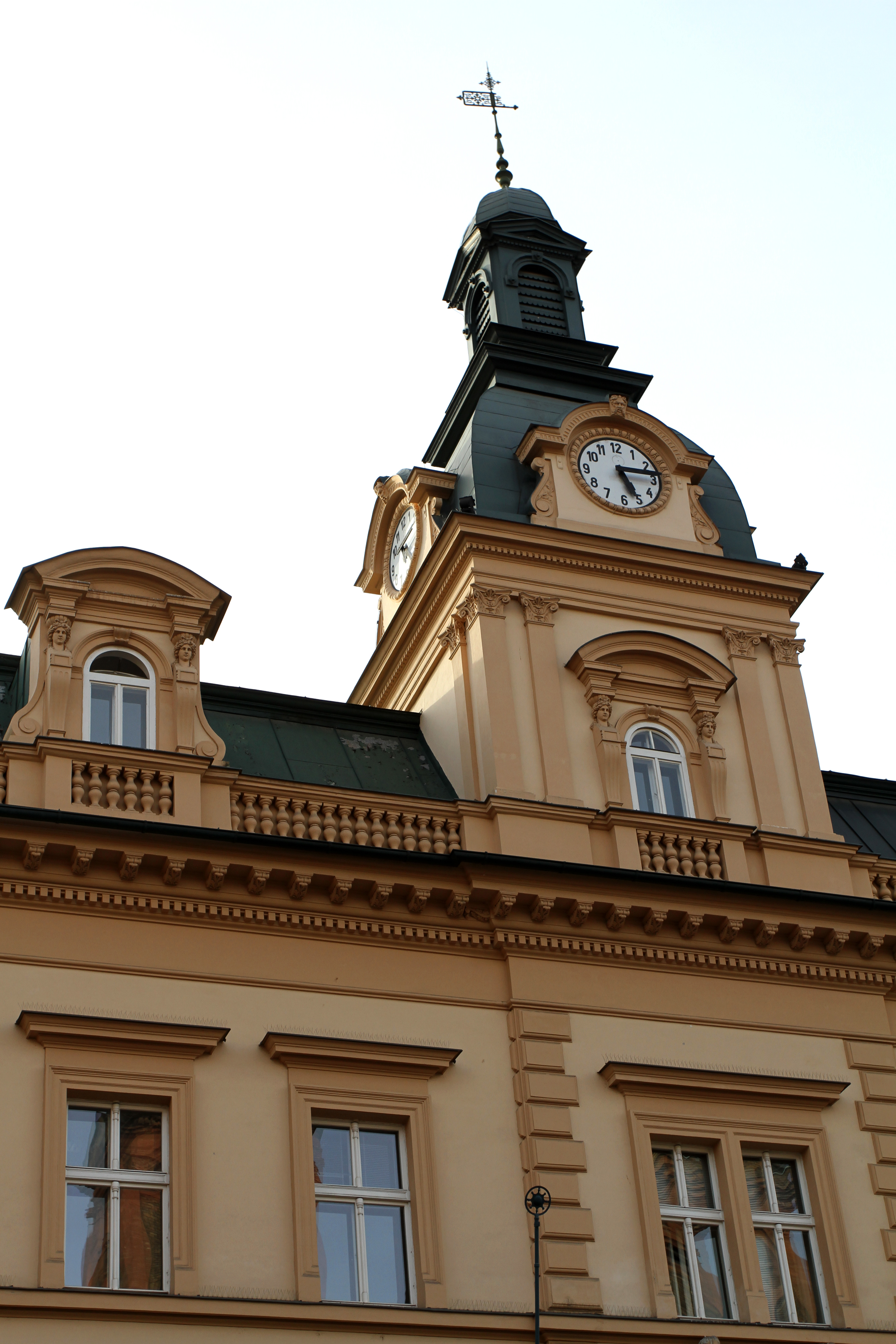

## Littérature
- BÖHM Josef: Monographie de Smíchov. Smíchov 1882
- JUNGMANN Jan: Smíchov, ville située derrière la porte jezd. Muzeum hl. m. Prahy. Prague 2007
- ROUBALIK Stanislav: Stary Smichov. Prague 1948